# Maupertus-sur-Mer
Maupertus-sur-Mer – miejscowość i gmina we Francji, w regionie Normandia, w departamencie Manche.
Według danych na rok 1990 gminę zamieszkiwały 242 osoby, a gęstość zaludnienia wynosiła 71 osób/km² (wśród 1815 gmin Dolnej Normandii Maupertus-sur-Mer plasuje się na 648. miejscu pod względem liczby ludności, natomiast pod względem powierzchni na miejscu 1017.).